# Varanda

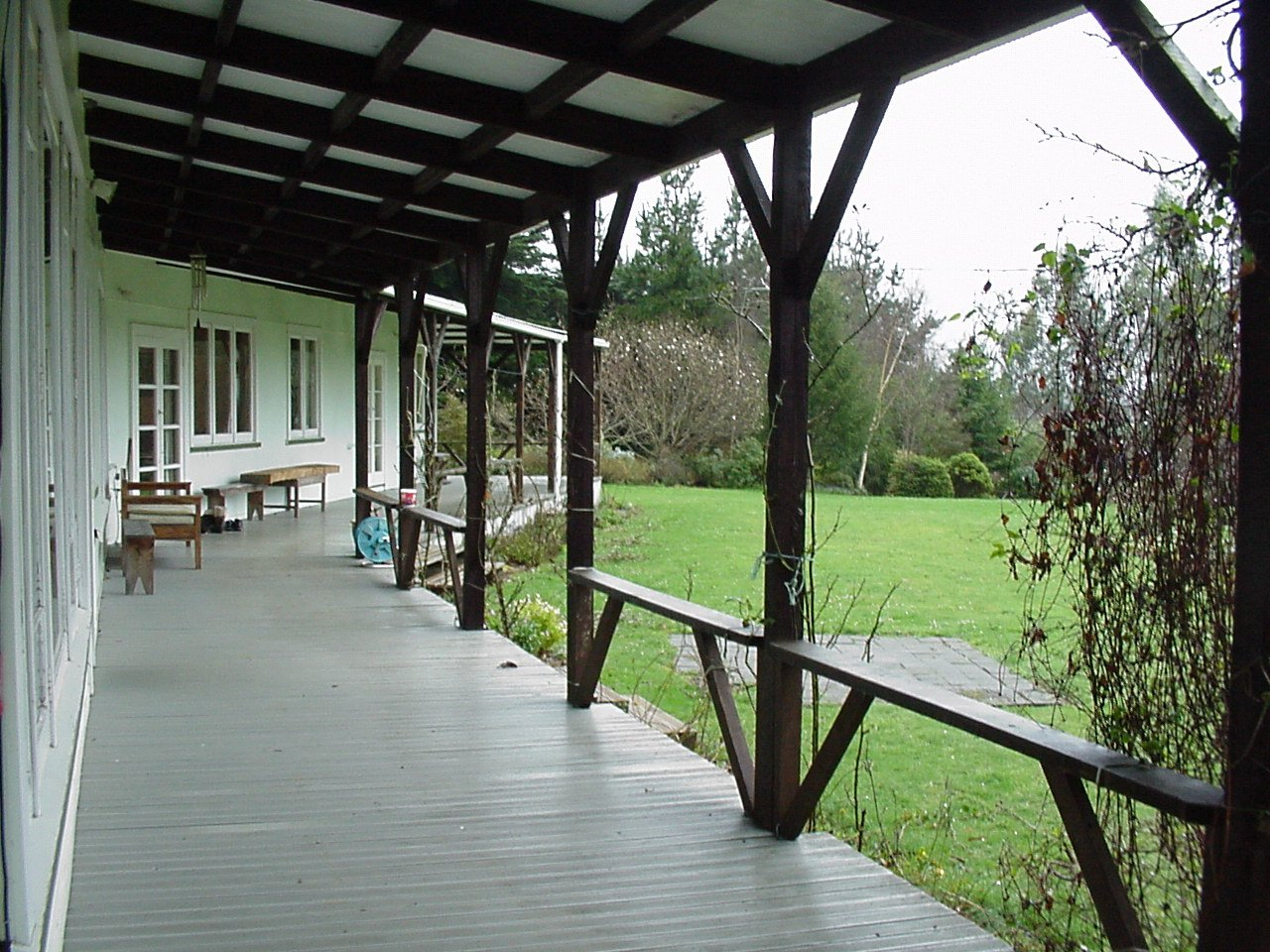
Alpendre

A varanda é normalmente entendida como a parte de uma casa que estabelece uma transição gradual entre os espaços internos e os espaços externos — como o jardim — sendo geralmente uma espécie de terraço coberto que fica na frente das casas. As varandas são bastante comuns na arquitetura vernacular de povos que vivem em climas tropicais ou subtropicais, sendo elemento comum ao longo de toda a história da arquitetura brasileira. Em Portugal, o termo varanda utiliza-se principalmente para designar as sacadas.
Uma variação comum da varanda é o alpendre, encontrado no Brasil tipicamente nas construções bandeiristas e de influência portuguesa. Normalmente o alpendre é entendido como um espaço que se aproveita do beiral do telhado da residência mas não faz parte de seu interior, sobretudo pela configuração usual das residências da época. Em construções vernáculas brasileira, assim como na arquitetura de algumas tribos indígenas também encontrava-se um espaço coberto intermediário entre dentro e fora da edificação, similar as varandas. A varanda assumiu um novo significado quando do advento da arquitetura moderna, incorporando novos usos com maior liberdade plástica e estrutural, visto que alguns de seus arquitetos passaram a questionar os antigos preconceitos arquitetônicos em voga na arquitetura eclética.

## A varanda como elemento arquitetônico
Atualmente passou a se verificar nos edifícios de apartamentos, seja como circulação, seja como espaço de estar. A tendência é a de ampliação desses espaços, com o aumento da área e a colocação de facilidades, como pia e churrasqueira. Também pode ser pensada como uma ferramenta de controle climático da edificação, oferecendo sombra da incidência solar na fachada e proteção da umidade pluvial.
O que permite os diferentes usos e apropriações da varanda é seu caráter indeterminado do ponto de vista funcional. Dessa forma a conformação da varanda se da por um sistema estrutural que suporta uma cobertura e delimita um espaço, mas não indica nenhuma ocupação rígida ou específica. Desse ponto de vista destaca-se também a marquise como um elemento próximo da varanda, também amplamente empregado pelos arquitetos modernistas brasileiros.